# Багай, Аркаш
Аркаш Багай (настоящие имя и фамилия — Аркадий Николаевич Клабуков; удм. Аркаш Багай; 17 марта 1904, село Водзимонье, Вятская губерния — 24 июня 1984) — удмуртский советский прозаик, поэт, переводчик и драматург, фольклорист. Член Союза писателей СССР с 1939 года.

## Биография
Из крестьян. После окончания Ижевского педагогического техникума учительствовал, боролся с неграмотностью в удмуртских деревнях и сёлах. В 1926 поступил в МГУ им. М. В. Ломоносова. После окончания университета в 1930 году вернулся в Ижевск, работал в книжном издательстве Удмуртии, а затем в Удмуртском научно-исследовательском институте. В 1939 году был принят в Союз писателей СССР.
Участник Великой Отечественной войны. В 1942—1945 гг. — старший писарь штаба 1-го отдельного учебного инженерного полка, старший сержант административной службы (ст. Нахабино Московской области).
После войны работал в УдНИИ, занимался литературной деятельностью. В 1954—1958 годах был ответственным секретарём редакции журнала «Молот», литературным консультантом при удмуртском отделении Союза писателей СССР.

## Творчество
Дебютировал в 1923 году в газете «Гудыри». Свои произведения в стихах и прозе печатал на родном языке. Первая книга — «Тараканъёс» («Тараканы», 1926) вышла под псевдонимом Аркаш Багай, от которого писатель отказался лишь в конце 1950-х годов.
Автор сборников поэзии, прозы для детей и взрослых, нескольких пьес, песен, литературно-критических статей.
Аркаш Багай — известный удмуртский детский писатель. Писал для самых маленьких и детей младшего школьного возраста. Произведения Аркаша Багая для детей выдержали множество изданий, некоторые стали хрестоматийными.
Занимался переводами русских и зарубежных писателей-классиков на удмуртский язык: А. Пушкина, М. Лермонтова, Н. Некрасова, Т. Шевченко, А. Барто, С. Маршака, С. Михалкова, К. Чуковского, Б. Житкова, Д. Дефо и другие.
Как исследователь и собиратель удмуртского фольклора подготовил к изданию труды (в соавторстве) «Удмурт калык сказкаос» (Ижевск, 1940), «Удмурт калык выжыкылъёс» (Ижевск, 1954) и др.

## Избранные произведения
- «Перепеч» (1927)
- «Липет йылын» («На крыше», сборник рассказов 1928)
- «Коммунист сярысь баллада» (стихи, «Баллада о коммунисте»),
- «Мыно комсомолецъёс» (стихи, «Едут комсомольцы»),
- «Укмысо кут» (стихи, «Лапти-девятерики»)
- «Можай тыпы» (повесть, «Дуб Можая»)
- «Палбам» (повесть, «Пестрый»)
- «Тютю Макси» («Гусята и Макси», поэма 1936)
- «Тынад пичи эшед» («Твой маленький друг», сборник рассказов 1955)
- «Уляш» (одноактная пьеса).